# Delimara Lighthouse

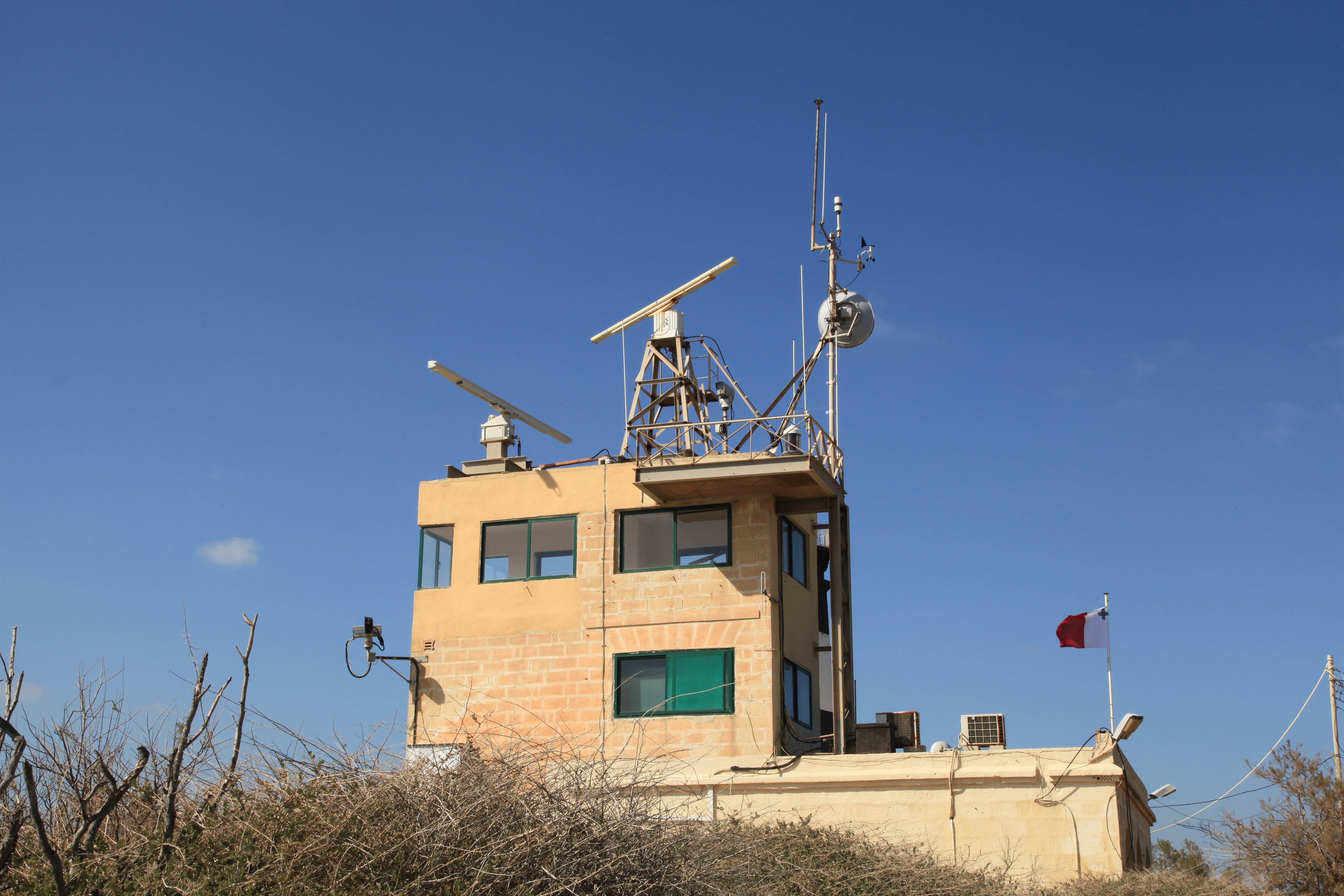
Der moderne Leuchtturm

Delimara Lighthouse ist der Name von zwei Leuchttürmen auf der Delimara-Halbinsel nahe Marsaxlokk auf der Insel Malta. Der historische Leuchtturm wurde 1855 errichtet und war bis 1985 in Betrieb, er ist heute im Besitz von Dín l-Art Ħelwa. Das moderne, elektrisch betriebene Leuchtfeuer wurde 1990 in Betrieb genommen.

## Gebäude und Ausstattung
Der historische Leuchtturm besteht aus einem zweistöckigen rechteckigen Unterbau und einem schwarz-weiß gestreiften Turm. Das Gebäude ist großteils aus Globigerinenkalkstein, nur an der Spitze des Turmes wurde für die Einhausung des Leuchtfeuers hartes Gestein verwendet. Im Gebäude befindet sich ein birnenförmiger Paraffintank aus Messing.
Der moderne Leuchtturm ist ein zweistöckiges Gebäude, auf dessen Dach Kommunikationstechnik montiert ist.

## Lage
Beide Leuchttürme befinden sich wenige Meter voneinander an der Spitze der Delimara Halbinsel, dem südöstlichsten Punkt Maltas. Sie stehen ca. 3 km südöstlich des Ortes Marsaxlokk. Das moderne Gebäude befindet sich 15 Meter südöstlich des historischen Gebäudes.

## Geschichte
Der Bedarf für ein Leuchtfeuer auf der Delimara Halbinsel entstand in der Folge der Eröffnung des Sueskanals und der daraus resultierenden Zunahme des Schiffsverkehrs um 1850. Der englische Gouverneur Maltas, Sir Richard More O’Ferrall gab den Bau in Auftrag und 1854 wurden die Arbeiten an dem Leuchtturm begonnen. Er wurde ein Jahr später fertig gestellt. Der Leuchtturm diente damals vor allem als Orientierungshilfe für Handelsschiffe, der Leuchtturmwärter gab aber auch einen Bericht über alle von ihm beobachteten Schiffsbewegungen in Richtung Malta. In der ersten Zeit nach der Errichtung war im Leuchtturm eine feste rote Laterne. 1896 wurde sie durch eine stärkere Öllampe ersetzt. Diese sendete im 30-Sekunden-Takt wechselnd weiße und rote Lichtstrahlen. Der dazu benötigte Mechanismus musste von Hand aufgezogen werden. Das Licht war bis zu 19 Seemeilen weit sichtbar. 1956 gab es offensichtlich Probleme mit diesem Mechanismus und er wurde durch eine feste weiße Laterne ersetzt.
Im Zweiten Weltkrieg wurde der Leuchtturm beschädigt. Neben Glasbruch waren vor allem Schäden durch Granatsplitter zu verzeichnen.
Eine grundsätzliche Renovierung des Leuchtturms begann 2006. Die ersten beiden Phasen der Renovierung, die die Außenwände, aber auch Wasser- und Stromanschlüsse etc. betrafen waren 2008 abgeschlossen. In einer dritten und letzten Phase, die sich unter anderem aufgrund von Finanzierungsschwierigkeiten über fünf Jahre hinzog, wurde auch der Leuchtmechanismus restauriert.